# Stadion na Banovom Brdu
 (avril 2025).
Le stade de Banovo Brdo (en serbe cyrillique :  Стадион на Бановом брду, et en serbe latin : Stadion na Banovom Brdu), est un stade de football situé dans la municipalité de Čukarica à Belgrade, en Serbie.

## Histoire
Le stade, construit en 1969, est entièrement rénové en 2012-2013.